# Phryganea spokanensis
Phryganea spokanensis är en nattsländeart som beskrevs av Carpenter 1931. Phryganea spokanensis ingår i släktet Phryganea och familjen broknattsländor. Inga underarter finns listade i Catalogue of Life.